# Pieve di Castelseprio
La pieve di Castelseprio o pieve di San Giovanni Evangelista di Castelseprio (in latino: Plebis Castelsepriensis o Plebis Sancti Johannis Evangelistae Castelsepriensis) era il nome di un'antica pieve dell'arcidiocesi di Milano e del ducato di Milano con capoluogo Castelseprio.
Il patrono era san Giovanni Evangelista, a cui era dedicata la chiesa prepositurale oggi ridotta ad un rudere archeologico.

## Storia
La prima attestazione di vita plebana a Castelseprio si può desumere da un documento del 1173 che consiste in una convenzione circa i privilegi concessi al sacerdote di Castiglione Olona da parte della pieve, anche se si sa che il territorio venne cristianizzato attorno al V secolo e forse la fondazione della basilica di San Giovanni Evangelista ebbe origine in quel periodo.
Il primo prevosto noto fu Guiscardo, citato appunto già nel 1173, mentre nel 1245 un suo successore, Alberto, nominato cappellano del papa, riuscì a far approvare i nuovi statuti capitolari che prevedevano l'aggiunta di sei canonici al capitolo.
Sul finire del XIV secolo apprendiamo che il capitolo parrocchiale disponeva di dodici canonici compreso il prevosto che officiavano in tutto il territorio della pieve di Castelseprio che si estendeva su diciannove località, di cui Tradate, con 900 abitanti, era la comunità con il maggior numero di anime da comunione.
Già nel Cinquecento, però, la basilica plebana di San Giovanni evangelista era in pieno decadimento ed una cronaca d'epoca ce la descrive come "circondata da boschi, mentre le case canonicali erano allo stato di ruderi. La cura d'anime si limitava ai pochi abitanti di Torba e al colono residente nei pressi della basilica".
Era ormai inevitabile che altre floride città che facevano parte della pieve si facessero avanti per reclamare una più degna sede canonicale, magari nella loro città. San Carlo Borromeo in persona prese a cuore la situazione e vagliò il problema per ben sedici anni, e infine si risolse a trasferire il centro della pieve a Carnago con decreto del 25 luglio 1582. Quello che all'epoca era il territorio della pieve oggi si estende su un'area di 81,67 km² e una popolazione di 60.000 abitanti su 19 parrocchie del decanato di Carnago.
Diversa sorte ebbe invece la coestensiva pieve secolare e laica nella quella si articolava la provincia del Ducato di Milano: la pieve civile raccoglieva diciotto comuni. I mutamenti ecclesiastici non influenzarono infatti per nulla l'ambito amministrativo civile, rispetto al quale Castelseprio fu il capoluogo della propria pieve per altri due secoli: fu l'invasione di Napoleone del 1797 e la conseguente riforma amministrativa voluta dai rivoluzionari giacobini al suo seguito a determinare la soppressione dell'antico compartimento territoriale, sostituendolo con un nuovo e moderno distretto avente sede a Tradate che si rivelò tuttavia effimero.

## Territorio
Nella seconda metà del XVIII secolo, il territorio della pieve era così suddiviso:
| Pieve civile                          | Pieve religiosa di Carnago                                                        |
| Comune di Castelseprio con Vicoseprio | Parrocchie di San Giovanni apostolo ed evangelista e Santi Nazaro e Celso martiri |
| Comune di Carnago                     | Prevostura di San Martino di Tours vescovo                                        |
| Comune di Abbiate Guazzone            | Parrocchia dei Santi Pietro e Paolo apostoli                                      |
| Comune di Caronno Ghiringhello        | Parrocchia di San Vincenzo diacono e martire                                      |
| Comune di Castiglione                 | Parrocchia della Beata Vergine Maria del Rosario                                  |
| Comune di Castronno                   | Parrocchia dei Santi Nazaro e Celso martiri                                       |
| Comune di Gornate Inferiore           | Parrocchia di San Vittore martire                                                 |
| Comune di Caronno Corbellaro          |                                                                                   |
| Comune di Torba                       |                                                                                   |
| Comune di Gornate Superiore           |                                                                                   |
| Comune di Lonate Ceppino              | Parrocchia dei Santi Pietro e Paolo apostoli                                      |
| Comune di Lozza                       | Parrocchia di Sant’ Antonino martire                                              |
| Comune di Morazzone                   | Parrocchia di Sant’ Ambrogio vescovo e dottore della Chiesa                       |
| Comune di Rovate                      | Parrocchia di San Bartolomeo apostolo                                             |
| Comune di Tradate                     | Parrocchia di Santo Stefano diacono e primo martire                               |
| Comune di Vedano                      | Parrocchia di San Maurizio martire                                                |
| Comune di Venegono Inferiore          | Parrocchia dei Santi Filippo e Giacomo apostoli                                   |
| Comune di Venegono Superiore          | Parrocchia di San Giorgio martire                                                 |

Dal punto di vista ecclesiastico, tutto il territorio era a quel tempo incluso nella Pieve di San Martino di Carnago.